# Kostas Voutsas
Kostas Voutsas, född 31 december 1931 i Výronas i Aten-området, död 26 februari 2020 i Aten, var en grekisk skådespelare. Han var mest känd för de flertal komedier som han gjorde på 1960-talet, men var även känd för sina dramer.
Efter att ha studerat drama i Thessaloniki gjorde han filmdebut 1953. Han fick ett genombrott 1961 i filmen Katiforos och gjorde under hela 1960-talet ett femtiotal filmer.
Han fick fem barn varav den yngsta föddes 2016 när Voutsas var 84 år.